# William Dickinson (graveur)
Pour les articles homonymes, voir William Dickinson et Dickinson.

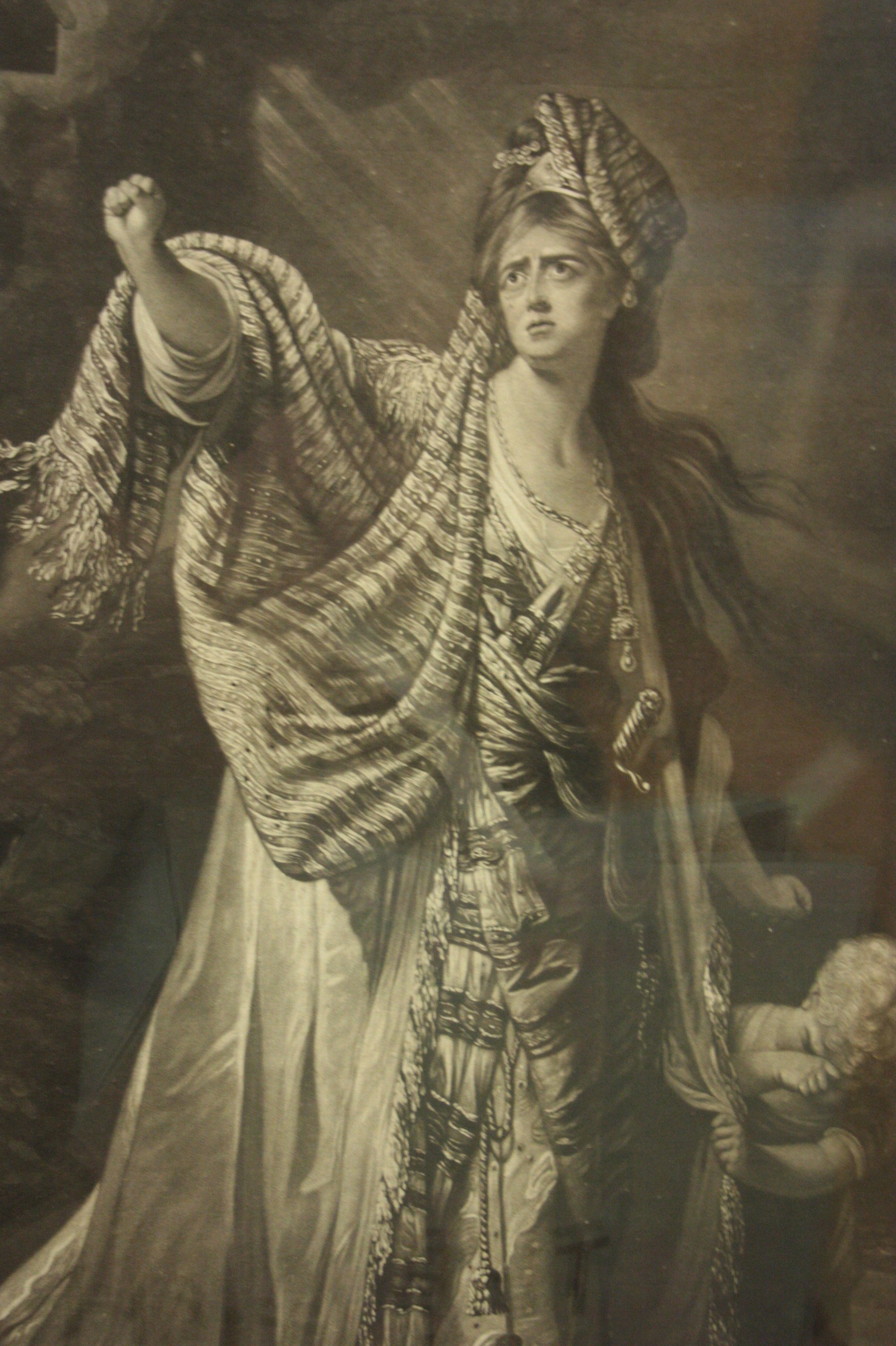
Mary Ann Yates en Médée (de Richard Glover), manière noire de William Dickinson en 1771.

William Dickinson, né en 1746 à Londres et mort le 19 juin 1823 à Paris, est un dessinateur et graveur anglais à la manière noire et au pointillé.

## Biographie
William Dickinson est né en 1746 à Londres. Au début de sa carrière, il commence à graver à la manière noire, principalement des caricatures et des portraits d'après Robert Edge Pine. En 1767 il obtient un prix de la Société des Arts. En 1773, il commence à publier ses propres œuvres, et en 1778 il s'associe avec Thomas Watson, qui grave au pointillé et à la manière noire, et qui meurt en 1781.
Dickinson semble avoir continué à exercer les activités d'un imprimeur en 1791, mais plus tard, il s'installe à Paris, où il continue à graver, et il meurt en été 1823.

## Œuvres

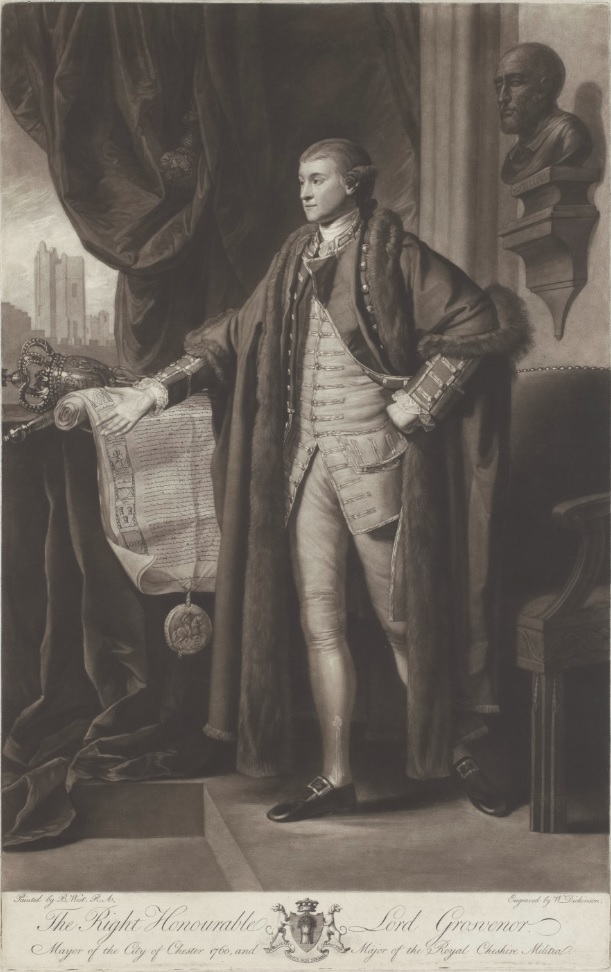
Richard Grosvenor, 1er Comte de Grosvenor, gravure de William Dickinson d'après Benjamin West.

Jean Chaloner Smith dans son British Mezzotinto Portraits décrits 96 planches de Dickinson. Ses œuvres sont des portraits, en particulier ceux d'après Joshua Reynolds. Il a également gravé des portraits de :
- John, duc d'Argyll, d'après Thomas Gainsborough;
- Lord-chancellor Thurlow (pleine longueur), l'amiral Lord Keppel, Thomas, seigneur Grantham, Sir Charles Hardy, Docteur en Droit, évêque de Carlisle, Isaac Reed, et de Miss Ramus (plus tard Lady Day), après George Romney;
- George II (pleine longueur), Ferdinand, Duc de Brunswick, David Garrick, Miss Nailer « Hébé », Mme Yates (pleine longueur), John Wilkes (deux planches) et James Worsdale, d'après Robert Edge Pine ;
- Richard, premier comte de Grosvenor (pleine longueur), d'après Benjamin West ;
- le duc et la duchesse d'York (deux longueurs), d'après John Hoppner ;
- Mme Siddons, « Isabelle » (pleine longueur), d'après Thomas Beach (en) ;
- Charles, 2e Earl Grey, et William, Lord Auckland, d'après Thomas Lawrence ;
- Samuel Wesley garçon (pleine longueur), d'après John Russell ;
- Mme Gwynne et Mme Bunbury comme les « Merry Wives of Windsor », d'après Daniel Gardner ;
- Sir Robert Peel, d'après James Northcote ;
- Charles Bannister, d'après W. C. Lindsay ;
- Mme Hartley « Elfrida », d'après James Nixon ;
- Napoléon Ier, d'après Gérard (1815) ;
- Catherine, Impératrice de Russie ;
- d'autres d'après Angelica Kauffmann, Nathaniel Dance, Wheatley, Gainsborough Dupont, George Stubbs, et Morland.

This is the mould of which I made the Sex

I gave them but one Tongue to say us Nay,

And two kind Eyes to grant.

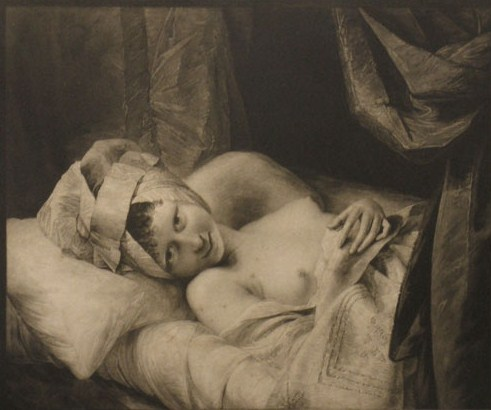
Lydia (1776), de William Dickinson d'après William Peters. Cette édition imprimée d'une peinture commandée par Richard Grosvenor, 1er comte Grosvenor portait trois lignes de l’Amphitryon de John Dryden :
This is the mould of which I made the Sex
I gave them but one Tongue to say us Nay,
And two kind Eyes to grant.

En outre, il grave une Sainte Famille, d'après Le Corrège ; les chefs de Rubens, Helena Forman (deuxième épouse de Rubens), et Antoine van Dyck, d'après Rubens ; The Gardens of Carlton House, with Neapolitan Ballad-singers, d'après Henry William Bunbury ; The Murder of David Rizzio et Margaret of Anjou a Prisoner before Edward IV, d'après John Graham ; Lydia, d'après Matthew William Peters ; et Vertumnus and Pomona et Madness, d'après Pine, dont certains sont dans le style pointillé. L'une de ses gravures les plus célèbres est A Long Minuet as Danced at Bath de William Henry Bunbury, qu'il publie en 1787 et qui mesure environ sept pieds (deux mètres) de longueur.